# Saint-Médard, Haute-Garonne
Saint-Médard is commune in the Haute-Garonne vùng Occitanie tây nam nước Pháp. Xã Saint-Médard, Haute-Garonne nằm ở khu vực có độ cao 400 mét trên mực nước biển.